# Urania (Louisiana)
Urania és una població dels Estats Units a l'estat de Louisiana. Segons el cens del 2000 tenia 700 habitants.

## Demografia
Segons el cens del 2000, Urania tenia 700 habitants, 274 habitatges, i 201 famílies. La densitat de població era de 218 habitants/km².
Dels 274 habitatges en un 33,2% hi vivien nens de menys de 18 anys, en un 63,9% hi vivien parelles casades, en un 7,7% dones solteres, i en un 26,3% no eren unitats familiars. En el 23,7% dels habitatges hi vivien persones soles el 13,5% de les quals corresponia a persones de 65 anys o més que vivien soles. El nombre mitjà de persones vivint en cada habitatge era de 2,54 i el nombre mitjà de persones que vivien en cada família era de 3,03.
Per edats la població es repartia de la següent manera: un 26,4% tenia menys de 18 anys, un 9,9% entre 18 i 24, un 27,7% entre 25 i 44, un 21,6% de 45 a 60 i un 14,4% 65 anys o més.
L'edat mediana era de 36 anys. Per cada 100 dones de 18 o més anys hi havia 88,6 homes.
La renda mediana per habitatge era de 25.625 $ i la renda mediana per família de 29.167 $. Els homes tenien una renda mediana de 22.404 $ mentre que les dones 18.125 $. La renda per capita de la població era de 10.517 $. Entorn del 18,7% de les famílies i el 24% de la població estaven per davall del llindar de pobresa.

## Poblacions més properes
El següent diagrama mostra les poblacions més properes.